# Rollo diario
Dentro de una impresora para TPV se denomina rollo diario a una estación de impresión donde se imprime un registro de las operaciones realizadas por el TPV. La característica principal que tiene es que el papel impreso se enrolla de forma continua hasta que el papel se termine, momento en el que se retira el rollo que queda almacenado para consultas posteriores. 
En algunos países estos Rollos Diario deben almacenarse para su consulta posterior sirviendo como sistema de auditoría. Actualmente se tiende a almacenar de forma electrónica toda la información generada en los rollos diarios, para facilitar su consulta.
- Datos: Q6111331